# Nationalpark Jasmund
Nationalpark Jasmund er et naturreservat på den nordøstlige del af øen Rügen, på halvøen Jasmund, nord for havnebyen Sassnitz, i den tyske delstat Mecklenburg-Vorpommern. Området omfatter det bøgeskovbeklædte højdedrag Stubnitz og de store kalkklinter der rejser sig i op til 161 meters højde over Østersøen.
Halvøens Jasmunds naturlige kridtforekomster bliver langsomt nedbrudt. Siden 1926 da genåbningen af et kridtbrud var ved at blive til virkelighed, gjorde man kysten nord for Sassnitz til et Naturschutzgebiet (naturreservat). Med sine 30 km², er det den mindste nationalpark i Tyskland, grundlagt i 1990 af den sidste østtyske regering forud for Tysklands genforening.

## Stubnitz
Stubnitz er et cirka 2 400 hektar stort kuperet bøgeskovslandskab. Skoven strækker sig fra byen Sassnitz til byen Lohme og er overvejende en del af nationalparken. Navnet Stubnitz er sandsynligvis af slavisk oprindelse. 
I tidsrummet fra 1648 til 1815, da Rügen var under svensk herredømme, var Stubnitz en kongelig svensk skov. 1929 blev 1500 ha af dens 2500 ha store skovareal fredet. 1935 blev Stubnitz et naturreservat, som den 1. oktober 1990 blev en del af Nationalpark Jasmund.

## Kalkklinterne
Kalkklinterne er under konstant erosion. Ved de fleste storme falder dele af klinten ned på stranden eller i havet sammen med fossiller af svampe, østers og søpindsvin. 
Rügens kridtaflejringer er konstant udsat for en permanent erosion, som året rundt er påvirket af vind og vejr. Skred udløses ofte efter store nedbørsmængder eller ved frostsprængninger. Den største sandsynlighed for skred i vinter- og forårsmånederne. Men de kan forekomme året rundt. Klinteskred forekommer enten ved at stumper/blokke af kridt løsner sig og falder ned, eller store mængder regnvand skyller mudder, ler, kridt og træer  ned i havet. Derved bliver der også frigjort fossiler: Her kan man opdage forstenede rester af søpindsvin, havsvampe og østers. Siden der i det 19. og 20. århundrede er blevet fjernet store vandreblokke  ved nordkysten af sassnitz, som blev anvendt til udbygningen af havnen. Vandreblokkene fungerer som naturlige bølgebrydere; siden deres fjernelse angriber Østersøens vand med uafbrudt magt klintkysten.
Nationalparken meste markante punkt er den 118 meter høje kridtklint Königsstuhl, som i 2004 sammen med det nye besøgscentrum blev en del af nationalparken. Klintens platform ud for kystlinjen besøges årligt af ca. 300.000 mennesker. 
En anden kendt kalkprofil, Wissower Klinken, styrtede i havet den 24. februar 2005 under et tøbrud. Derved forsvandt ca. 50.000 kubikmeter kridt ud i Østersøen og kun en lille del af den oprindelige formation blev tilbage. 

## Fauna og flora
På grund af de specielle geologiske forhold er Jasmund National Park hjemsted for mange sjældne planter og dyr. Der er mange sumpagtige damme i Stubnitz-skovene bag klinterne, som er hjemsted for mange planter, blandt andet  skovdæble, tarmvridrøn Almindelig taks og forskellige arter af gøgeurt-familien, for eksempel fruesko.  En videre særegenhed er nationalparkens saltvegetation ved dens nordkyst.
Nationalparkens område er artsrig og mangfoldig. Der lever alene 1.000 billearter i eller af træ. I de klare vandløb, der løber gennem Stubnitzskovene kan  man observere isfugl  og landsvale.
På grund af nationalparkens store besøgstal er det sjældent man kan observere havørn og vandrefalk.
I kridtklinterne findes bysvale og den creemefarvede natsommerfugl kridtugle (Chortodes morrisii), en cremefarbener Nachtfalter, som i Tyskland kun findes på Jasmund.

## Billeder fra Jasmund National Park
- Besøgscenteret
- Stubbenkammer og Königsstuhl
- Caspar David Friedrich
Kreidefelsen auf Rügen
- Wissower Klinken 
 (April 2004)
- Wissower Klinken 
 (August 2005)
- Victoria-Sicht
- Königsstuhl (ca. 1960)
- Sump
- Gravhøj i Jasmunder Nationalpark